# Jan Kern
Jan Kern (* 27. července 1999 Praha) je český hokejový útočník hrající americkou juniorskou United States Hockey League v týmu Youngstown Phantoms.